# Lienardia idiomorpha
Lienardia idiomorpha é uma espécie de gastrópode do gênero Lienardia, pertencente a família Clathurellidae.